# 松浦雅
松浦雅（1995年6月14日—）是一名日本前女演員，出身自兵庫縣，隸屬於經紀公司Loose（ルース）旗下。

## 經歷
因多年來身體不適，甚至到2020年時病情惡化，2021年1月31日在個人IG及部落格上宣佈正式退出演藝圈，並選擇擔任寵物護理美容師一職。

## 出演

### 電視劇
- 多謝款待 第17周起（2014年1月27日－3月29日，NHK）：飾演 西門福久（西門ふ久）[1]
- 花咲舞無法沈默 第4集（2014年5月7日，日本電視台）：飾演 岡崎菜央
- 家族狩獵（2014年7月4日－9月5日，TBS）：飾演 鈴木佳苗
- GTO（2014年7月8日－9月16日，關西電視台）：飾演 波多野麻理子，其中第1集劇情以波多野一角為中心[2]
- 超人力霸王歐布（2016年7月9日-12月24日，東京電視台）：飾演 夢野奈緒美

### 電影
- 愛的成人式（2015年5月）：飾演 青島夏子（青島ナツコ）
- 咒怨：最終章（2015年6月）：飾演

## 外部連結
- 經紀公司個人介紹頁（日語）
- 官方部落格 （页面存档备份，存于）（日語）